# サムジャウタ急行
サムジャウタ急行 (ヒンディー語: समझौता एक्सप्रेस, パンジャーブ語: ਸਮਝੌਤਾ ਐਕਸਪ੍ਰੈਸ, ウルドゥー語: سمجھوتا اکسپريس )は、インドの首都デリーとパキスタンの
国境の町ラホールをつなぐ列車路線である。別名：サムジョウター・エクスプレス、またパキスタン・インド間の友好関係が閉鎖と開通に影響することから友好列車とも呼ばれる。

## サムジャウタとは
サムジャウタとは、ヒンズー語、ウルドゥー語で「協定」、「調和」という意味である。

## 歴史
タール・エクスプレスが再開するまで唯一の国境間を移動する鉄道であった。第三次印パ戦争後に印パ両国間で調印されたシムラー合意（別名：シムラ協定）に引き続き、1972年7月22日にラホールとインドのアムリトサル間（約 52 km）で開始された。
80年代のパンジャーブ州でのセキュリティー上の混乱を受け、インド鉄道は通関と入国審査を行う駅としてアッタリを終点とした。2000年4月14日、インド鉄道とパキスタン鉄道間の協定で、距離3km弱をカバーするよう修正された。
2001年12月13日の2001年インド議会襲撃事件を受け、2002年1月1日に閉鎖された。2004年1月15日に再開した。
2007年12月27日のパキスタン首相ベナジル・ブット暗殺を受けて、一時閉鎖した。
2019年2月28日、2019年 印パ対立で閉鎖されたが、同年3月に再開された。